# Метареализм
Метареализм — течение (или школа) в поэзии 1970—1990-х годов XX века, означающее «метафизический», а также «метафорический реализм». Сходным образом это течение определяет поэт Константин Кедров, вводя термин метаметафоризм.

## Термин
Термину метареализм за пять лет до его появления предшествовал термин Константина Кедрова — метаметафора. Тогда же, в 1979 году, Константин Кедров впервые представил публике трёх поэтов-метаметафористов — Парщикова, Ерёменко и Жданова — в каминном зале ЦДРИ. В печати термин впервые опубликован в журнале «Литературная учёба» (1984, № 1) в манифесте К. Кедрова «Метаметафора Алексея Парщикова». В 1989 году в его же монографии «Поэтический космос» издательства «Советский писатель» опубликована глава «Рождение метаметафоры». Термин метареализм предложен Михаилом Эпштейном и обнародован пять лет спустя после вечера трёх метаметафористов в каминном зале ЦДРИ, о котором вспоминает Юрий Арабов, но на котором Эпштейн не присутствовал.
8 июня 1983 года в том же Центральном доме работников искусств Эпштейн зачитал «Тезисы о метареализме и концептуализме» в начале дискуссионного вечера «К спорам о метареализме и концептуализме». С тех пор этот термин вошёл во все основные энциклопедии и словари, например, в «Словарь литературных терминов»; некоторые представители школы вошли также и в «Британнику» (статья «Русская литература XX века»). Поэзия метареализма, именно в её понимании как сугубо российской школы поэзии, по сравнению с другими тенденциями или направлениями в современной русской поэзии, обращала и обращает на себя значительное внимание в литературных кругах США (начиная с конца 1980-х и по сегодняшний день).
Согласно М. Эпштейну, «метареализм напряжённо ищет ту реальность, внутри которой метафора вновь может быть раскрыта как метаморфоза, как подлинная взаимопричастность, а не условное подобие двух явлений. Метареализм — это не только „метафизический“, но и „метафорический“ реализм, то есть поэзия той реальности, которая спрятана внутри метафоры и объединяет её разошедшиеся значения — прямое и переносное». Основным тропом метареальной поэзии, по Эпштейну, является метабола, отличная и от метафоры, и от метонимии. «Метабола — это образ, не делимый надвое, на прямое и переносное значение, на описанный предмет и привлеченное подобие, это образ двоящейся и вместе с тем единой реальности.».
Современными исследователями не разграничиваются термины «метабола» М. Н. Эпштейна и «метаметафора» К. Кедрова. См. также: К. Кедров, «Энциклопедия метаметафоры» (2000, ДООС). Кроме того, понятие «метафизический реализм», введённое Юрием Мамлеевым, не имеет ничего общего ни с метареализмом, ни с метаметафорой, ни с метаболой.

## Что такое «Мета»?
Алексей Парщиков в интервью с Константином Кедровым «Константин Кедров и его концепция» (Комментарии) подробно рассматривает в форме вопросов, обращённых к К. Кедрову, что именно означает термин «метаметафора». Для К. Кедрова метаметафора есть синоним его же двух понятий: выворачивание и инсайдаут. Книга К. Кедрова «Инсайдаут» (М, 2001, «Мысль», по сообщению МИНЦ (международного информационного нобелевского центра) находится в Нобелевской научной библиотеке в Стокгольме за № 688.
В «Заметках о мета» В. Аристов также указывает, что термину метареализм предшествовал термин метаметафора К.Кедрова. На это же обстоятельство указывает Алексей Парщиков в интервью А.Шаталову в «Книжном обозрении»
Русский метареализм и многое из того, что может быть соотнесено с ним, особенно сейчас, в 2000-е гг., воспринимается поэтами, лингвистами и даже философами США как одна из возможностей преодолеть тупики не только в дуализме собственного образно-метафорического плана мышления в англо-американском литературном языке как таковом, но и связанного с редукцией возможностей языка описания даже социального (плюс религиозного) позитивизма мышления в целом, в которых оказались американское общество и англо-американский язык вообще в настоящее время.. Хотя (опять же, в отличие от концептуалистов) метареалисты 1980-х и не написали никакого собственного «манифеста», где бы четко излагались позиции и формулировки их литературной школы (или направления), это отнюдь не означает, что таковые не существовали — а просто, что писание литературных манифестов не входило в намерения участников движения (о чём неоднократно, например, говорил А.Парщиков). Это было связано ещё и со сложностью самого философского-метафизического содержания того, что есть «мета», которое многие из участников понимали (что естественно и нормально) по-разному, то есть вполне индивидуально. К примеру, Владимир Аристов в своих рефлексивных «заметках» 1997 г. о том, что есть «мета», так прямо и писал, что «мета» есть то что «мы» (то есть, поэты-«метареалисты») по-прежнему «пытаемся осознать». Неоднократно, особенно А. Парщиковым и В. Аристовым, высказывалась мысль и о том, что «Монадология» Лейбница является уже как бы готовым манифестом метареализма, так как монада и есть «мета-метафора» (или, что вернее, каждое отдельное метареалистическое произведение являет собой, если воспользоваться метафорой Мандельштама, некий «океан без окна, вещество», то есть отдельную уникальную, духообразную и самомыслящую монаду, которая, по Лейбницу, «не имеет окон», но обязательно соотнесена с другими монадами). В настоящее время самими поэтами-«метареалистами», группа которых все время расширяется как за счет пишущей поэзию и «внежанровую» прозу молодежи, так и за счет тех, кто никогда раньше не соотносили себя с «метареализмом», делаются дальнейшие попытки (одновременно творческие и сугубо теоретические) заново дать определение не столько самой этой (уже названной Эпштейном) школе, сколько поэтическим, мистическим, метафизическим потенциалам, заложенным в понятии «мета-метафоры» и «метакода» конца 1970-х-начала 1990-х гг., то есть тому, что есть для и внутри самих этих терминов приставка «мета» и какие пути постижения образа (как-то: множественные реальности/единственность реальности, теория множественности мимезисов, теория динамичного хаоса, «невизуальная метафора», нахождения в ней и за счет/вне её новых конфликтов, и т. д.) ведут к его, образа, именно «уникальности» как «бытия» (то есть, к той самой «ауре», которую «вещь», по В.Беньямину, становясь «массовой», то есть переходя в масскультуру, как раз и «теряет»). Именно в этом современный «метареализм» и видит своё главнейшее отличие от современного российского «концептуализма».

## Поэты-метареалисты
- Юрий Арабов
- Владимир Аристов
- Евгений Даенин
- Аркадий Драгомощенко
- Александр Ерёменко
- Иван Жданов
- Александр Иличевский
- Елена Кацюба
- Константин Кедров
- Николай Кононов
- Илья Кутик
- Рафаэль Левчин
- Алексей Парщиков
- Сергей Соловьев
- Андрей Тавров
- Александр Чернов
- Марк Шатуновский